# Иванчиковский сельсовет
Ива́нчиковский сельсовет — муниципальное образование со статусом сельского поселения в Льговском районе Курской области Российской Федерации.
Административный центр — село Иванчиково.

## История
Статус и границы сельсовета установлены Законом Курской области от 21 октября 2004 года № 48-ЗКО «О муниципальных образованиях Курской области».
Законом Курской области от 26 апреля 2010 года № 26-ЗКО в состав сельсовета включены населённые пункты упразднённого Ольшанского сельсовета.

## Население
| 2002  | 2010  | 2012  | 2013  | 2014  | 2015  | 2016  |
| ----- | ----- | ----- | ----- | ----- | ----- | ----- |
| 1048  | ↗1253 | ↘1191 | ↘1147 | ↘1121 | ↘1084 | ↘1038 |
| 2017  | 2018  | 2019  | 2020  | 2021  |       |       |
| ↘1006 | ↘976  | ↘951  | ↘913  | ↗1001 |       |       |

## Состав сельского поселения
| №  | Населённый пункт | Тип населённого пункта       | Население |
| -- | ---------------- | ---------------------------- | --------- |
| 1  | 20 Лет Октября   | хутор                        | ↘2        |
| 2  | Иванчиково       | село, административный центр | ↘370      |
| 3  | Кочетно          | село                         | ↘13       |
| 4  | Краснозаводской  | посёлок                      | ↘24       |
| 5  | Красный Юрок     | хутор                        | ↘5        |
| 6  | Ольшанка         | село                         | ↘456      |
| 7  | Песочный         | хутор                        | ↘9        |
| 8  | Полячково        | деревня                      | ↘227      |
| 9  | Понура           | хутор                        | ↗9        |
| 10 | Предпанкеевский  | посёлок                      | ↘3        |
| 11 | Телятниково      | село                         | ↘135      |